# Formação Frenchman
A Formação Frenchman é uma unidade estratigráfica do final do Cretáceo (final do Maastrichtiano) na Bacia Sedimentar do Canadá Ocidental. Está presente no sul de Saskatchewan e nas colinas de Cypress, no sudeste de Alberta. A formação foi definida por G.M. Furnival em 1942 a partir de observações de afloramentos ao longo do Frenchman River, entre Ravenscrag e Highway 37. Ele contém o mais jovem dos gêneros de dinossauros, muito parecido com a Formação Hell Creek nos Estados Unidos, sendo conhecida como uma área com anomalia de irídio na transição do Cretáceo para o Paleogeno.

## Descrição
A Formação Frenchman consiste em arenito verde-oliva a marrom, de granulação fina a grossa, com estratificação cruzada com bandas argilosas intercaladas e camadas menores e lentes de conglomerado argiloso intraformacional. Uma camada de conglomerado com seixos de quartzito bem arredondados está presente acima da discordância basal em algumas áreas. A Formação Frenchman está presente no sudoeste de Saskatchewan e na área de Cypress Hills, no sudeste de Alberta. Sua espessura máxima relatada é de cerca de 113 m.
É datada da última idade Maastrichtiana, e o topo da formação coincide com o limite Cretáceo-Paleogeno, há 66 milhões de anos, como evidenciado por mudanças bioestratigráficas e, em algumas áreas, a presença da anomalia de irídio do Cretáceo terminal.